# Дрокиевски район
Дрокиевски район е един от тридесет и двата района на Молдова.
Площта му е 1000 квадратни километра, а населението – 74 443 души (по преброяване от май 2014 г.). Намира се в часова зона UTC+2. Пощенският му код е 252, а МПС кодът – DR.